# Керкион
Керкион (др.-греч. Κερκυών) — в древнегреческой мифологии царь Элевсина, называемый разбойником.
Сын Бранха и Аргиопы (или сын Посейдона и нимфы Аргиопы). По версии, сын Гефеста. По Херилу, сын Посейдона и дочери Амфиктиона.
Похоронил заживо свою дочь Алопу, когда узнал о её любовной связи с Посейдоном.
Был известен тем, что встречая путников на дороге между Элевсином и Мегарой, заставлял их бороться с собой и убивал.
Погиб от рук идущего в Афины на поиски своего отца Тесея, который победил его не только при помощи физического превосходства, но и умения, положив начало искусству борьбы.
Действующее лицо сатировской драмы Эсхила «Керкион» (фр.102 Радт) и трагедии Еврипида «Алопа».
Это имя носил также: Керкион (сын Агамеда) — мифический царь Аркадии.